# Base Mérimée
Die Base Mérimée (deutsch „Mérimée-Datenbank“) ist eine Datenbank des französischen Kulturministeriums, die Bau-, Boden- und Gartendenkmäler in Frankreich auflistet. Der Name der Datenbank rührt von Prosper Mérimée her, der von 1834 bis 1860 zweiter Generalinspektor (französisch: inspecteur général) der Monuments historiques (deutsch: historischen Monumente) und damit oberster Denkmalschützer Frankreichs war.
Die Base Merimee wurde 1978 gegründet und 1995 online gestellt. Sie wird regelmäßig erweitert und aktualisiert. Im Jahr 2005 enthielt sie rund 200.000 Datensätze zu Kulturdenkmälern, von denen 42.000 aus dem Verzeichnis der historischen Monumente und 147.000 aus dem nationalen Denkmalinventar Frankreichs (Inventaire général du patrimoine culturel) stammten. Sie umfasst Sakralbauten, profane Architektur aus den Bereichen Landwirtschaft, Bildung, Militär und Industrie sowie Herrschaftsarchitektur und besonders ausgezeichnete Gärten und Parks. Zu 35.000 Einträgen können Illustrationen und Fotos aus der Base Mémoire, einer Bilddatenbank zu französischen Kulturdenkmälern, aufgerufen werden. Für 13.500 Objekte sind über die Datenbank zudem ausführliche Online-Dossiers verfügbar.
Die Einträge können entweder über ein Suchformular erschlossen werden oder über thematische Listen, die alphabetisch sortiert sind. Ein Datensatz verzeichnet zu jedem Objekt den Namen, die Lage, das Datum der Unterschutzstellung sowie eine genaue Auflistung dessen, was unter Denkmalschutz steht. Zusätzlich können Informationen darüber verfügbar sein, wer Erbauer, Baumeister oder Architekt war und aus welchen Epochen die Gebäude oder Partien davon stammen. Nicht selten bieten die Einträge auch kurze Texte zur Bau- und Besitzergeschichte sowie einen Link zu den dazugehörigen Datensätzen aus der Base Palissy, einer Datenbank zu mobilen französischen Kulturdenkmälern wie zum Beispiel Möbeln, Gemälden und Kirchenschätzen.
Zwischen 2018 und 2019 wurde das Datenbanksystem modernisiert und der Internetauftritt geändert in Plateforme ouverte du Patrimoine (POP).